# La Traque (film, 2020)
Pour les articles homonymes, voir La Traque.
Pour plus de détails, voir Fiche technique et Distribution.
La Traque (hangeul : 사냥의 시간 ; RR : Sanyangui Sigan, littéralement « Temps de chasse ») est un thriller dystopique sud-coréen écrit et réalisé par Yoon Sung-hyun, sorti en 2020 sur la plate-forme Netflix.

## Synopsis
Jang-ho (Ahn Jae-hong), Gi-hoon (Choi Woo-sik) et Sang-soo (Park Jung-min) souhaitent à tout prix fuir leur monde dystopique pour un monde meilleur. Pour cela, ils doivent préparer une attaque à main armée… mais, sans le vouloir, vont attirer l’attention d’un tueur maléfique.

## Fiche technique
Sauf indication contraire, les informations mentionnées dans cette section peuvent être confirmées par la base de données cinématographiques IMDb,  présente dans la section « Liens externes ».
- Titre original : 사냥의 시간
- Titre international : Time to Hunt
- Titre français : La Traque[1]
- Réalisation et scénario : Yoon Sung-hyun
- Musique : Primary
- Décors : Kim Bo-mook[2].
- Costumes : Choi Eui-young[2]
- Photographie : Lim Won-geun
- Montage : Yoon Sung-hyun et Wang Sung-ik
- Production : Handae Rhee

Coproduction : Yoon Sung-hyun et Lee Chang-ho
Production déléguée : Lee Jea-woo, Kwon Ji-won, Kim Hyungsoon et Hong Sung-ho
- Société de production : Sidus Pictures
- Sociétés de distribution : Little Big Pictures (Corée du Sud) ; Netflix (monde)
- Pays d’origine :  Corée du Sud
- Langue originale : coréen
- Format : couleur
- Genres : thriller dystopique
- Durée : 134 minutes
- Dates de sortie :
  - Allemagne : 22 février 2020 (Berlinale)
  - Monde : 23 avril 2020 (Netflix)

## Distribution
- Lee Je-hoon : Joon-seok[3]
- Ahn Jae-hong : Jang-ho[3]
- Choi Woo-sik : Gi-hoon[3]
- Park Jung-min : Sang-soo[3]
- Park Hae-soo : Han[3]
- Lee Hang-na : la mère de Gi-hoon[3]
- Seung Ee-yeol : le père de Gi-hoon[3]
- Bae Je-ki : Tae-geun[3]
- Jo Sung-ha : Bong-sik / Bong-soo[3]

## Production
Le tournage débute le 10 janvier et s’achève le 15 juillet 2018,, entièrement dans la ville portuaire d’Incheon à 50 km à l'ouest de la capitale Séoul.

## Distinction
- Berlinale 2020 : sélection en section « Berlinale Special »

## Accueil
La Traque est sélectionné et présenté en avant-première mondiale au festival Berlinale, le 22 février 2020,.
Le film devait sortir le 26 février 2020, mais est repoussé en raison du Pandémie de Covid-19 en Corée du Sud,. Le 23 mars, on annonce que Netflix le diffuse le 10 avril,, avant d’être suspendu et reporté au 23 avril.